# Chinook (Montana)
Chinook é uma cidade localizada no estado americano de Montana, no Condado de Blaine.

## Demografia
Segundo o censo americano de 2000, a sua população era de 1386 habitantes.
Em 2006, foi estimada uma população de 1296, um decréscimo de 90 (-6.5%).

## Geografia
De acordo com o United States Census Bureau tem uma área de
1,3 km², dos quais 1,3 km² cobertos por terra e 0,0 km² cobertos por água. Chinook localiza-se a aproximadamente 740 m acima do nível do mar.

## Localidades na vizinhança
O diagrama seguinte representa as localidades num raio de 36 km ao redor de Chinook.